# یوشاتیرکا
یوشاتیرکا (انگلیسی: Yushatyrka) یک شهرک در شهرستان کویورگازینسکی جمهوری باشقیرستان در کشور روسیه است.